# Anti-révisionnisme
Le terme d’anti-révisionnisme peut désigner, au sens large, toute forme d'opposition à un révisionnisme déterminé, la signification du mot pouvant changer en fonction des nombreux sens que peut prendre celui de révisionnisme. L'expression « anti-révisionniste » apparaît ainsi en France pour désigner les personnes opposées à la révision du procès Dreyfus. Dans le cadre de l'histoire du socialisme et du marxisme, le terme « anti-révisionniste » désigne, à la fin du XIXe siècle, les opposants à la révision de la doctrine marxiste prônée par Eduard Bernstein au moment de la querelle réformiste.
Au XXe siècle, dans le contexte de l'histoire du communisme, le mot d'anti-révisionnisme désigne plus particulièrement une opposition à toute révision (généralement atténuante) de la doctrine marxiste-léniniste. Il a notamment été employé par les maoïstes qui s'opposaient à la déstalinisation et à la coexistence pacifique avec l'Occident durant la guerre froide.

## Historique

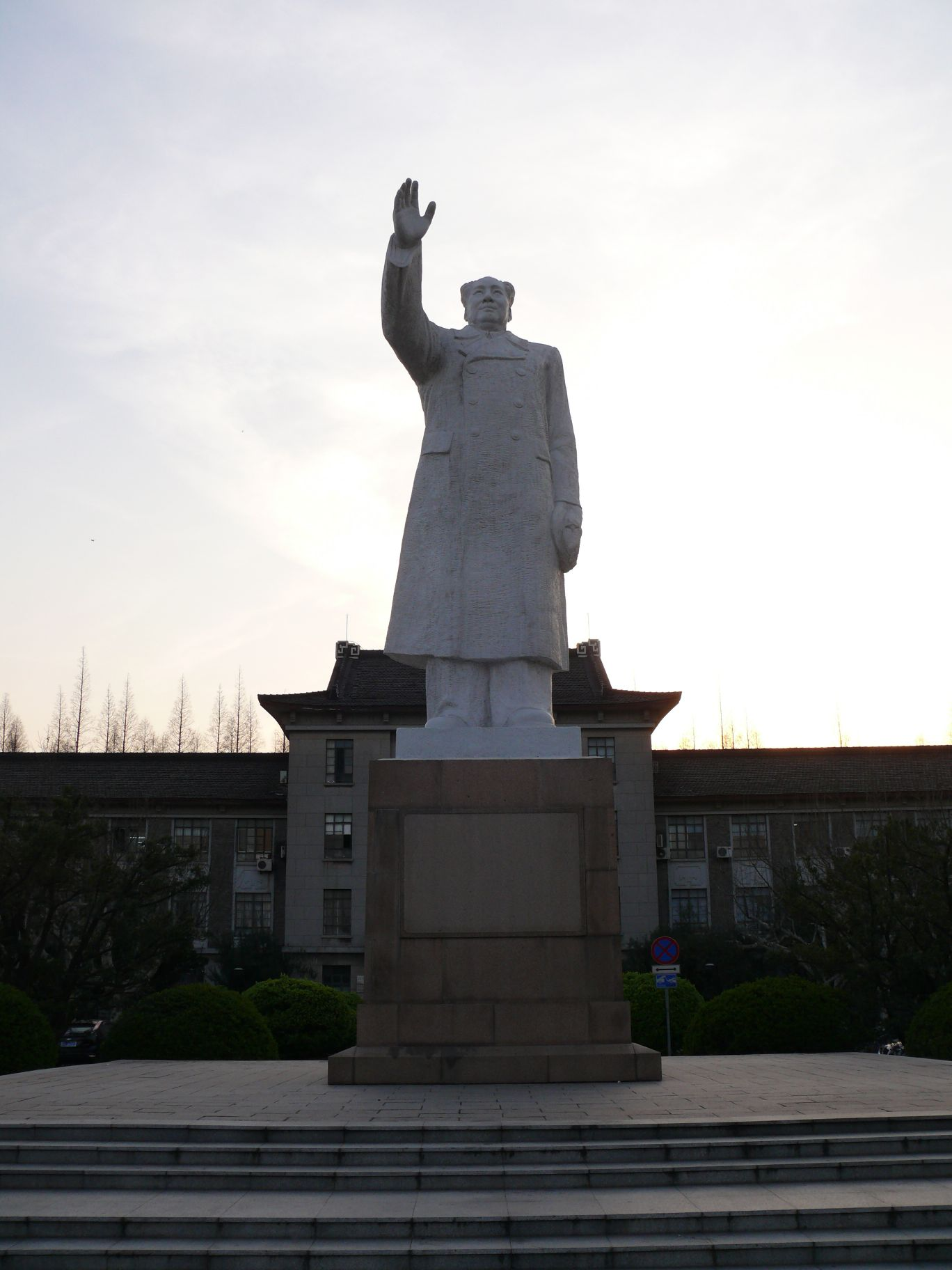
Statue de Mao Zedong à Shanghai.

Le thème de l'anti-révisionnisme occupe une place importante dans la pensée maoïste ; Mao Zedong en fait un concept central de la poursuite de la révolution sous la dictature du prolétariat. En 1956, Mao est préoccupé par la déstalinisation en cours en URSS depuis la dénonciation des crimes de Staline par Khrouchtchev, et par la remise en cause de son autorité lors du VIIIe congrès du Parti communiste chinois. Afin d'accompagner partiellement la déstalinisation et de prendre ses adversaires de vitesse, le dirigeant chinois tente en 1957 de lancer une « libéralisation contrôlée », baptisée « campagne des Cent fleurs », encourageant la liberté de critique et d'expression afin de renouer le lien entre la population et le Parti. Mais le flot de critiques contre le Parti amène Mao à opérer un revirement stratégique et à lancer une purge, baptisée « campagne anti-droitiste » C'est dans le contexte de cette dernière campagne que le terme « anti-révisionniste » semble être apparu pour la première fois dans un discours de Mao. En prévenant l'émergence en Chine de toute forme de « déstalinisation » politique, assimilée au « révisionnisme », Mao vise à éviter toute remise en cause de l'autorité du Parti, et par là-même de son influence personnelle. Après l'échec des Cent fleurs, la lutte contre les « droitistes » et les « révisionnistes » devient l'une de ses priorités. En 1960, au moment de la rupture sino-soviétique, le dirigeant chinois dénonce l'ensemble du mouvement communiste mondial, la Yougoslavie étant à ses yeux « révisionniste » et l'URSS « semi-révisionniste ». En 1962, il déclare que le pouvoir a été usurpé en URSS par des révisionnistes. L'« anti-révisionnisme » sert de mot d'ordre à des campagnes comme le Mouvement d'éducation socialiste et la révolution culturelle, présentées comme des luttes contre toute corruption du marxisme-léninisme qui viserait à des compromissions avec le capitalisme, voire à sa restauration. Les thèmes de « révisionnisme » et de l'« anti-révisionnisme » demeurent présents dans les discours officiels chinois jusqu'à la mort de Mao en 1976 ; ils tombent ensuite en désuétude dans le contexte du mouvement de réformes impulsé par Deng Xiaoping.
Le mot d'ordre de l'« anti-révisionnisme » est également présent dans le discours des groupes communistes qui refusent la déstalinisation et soutiennent la république populaire de Chine, dénonçant les compromissions de l'URSS avec le monde capitaliste et la révision de la doctrine marxiste-léniniste ; dans les années 1960, de nombreux groupes maoïstes apparaissent, souvent par scission des partis communistes pro-soviétiques. Les partis communistes pro-chinois sont de dimensions très variables - les groupes européens, notamment, sont le plus souvent de taille fort modeste - et se distinguent des partis d'origine par des nuances d'appellations. Ainsi le Parti communiste du Brésil suit à l'époque une ligne prochinoise tandis que le Parti communiste brésilien est prosoviétique. Le parti belge pro-chinois porte le même nom que le Parti communiste de Belgique dont il est la scission. Le Parti communiste d'Inde (marxiste) naît en tant que scission pro-chinoise du Parti communiste d'Inde, mais il s'éloigne de la Chine à l'époque de la révolution culturelle : les maoïstes de stricte obédience, qui dénoncent le « néo-révisionnisme » du parti et multiplient les actions violentes, finissent par être exclus et donnent naissance à la rébellion naxalite. Parmi les groupes européens, on peut citer le Parti communiste marxiste-léniniste de France, le Parti communiste d'Italie (marxiste-léniniste), le Parti communiste d'Espagne (marxiste-léniniste) ou le Parti communiste d'Allemagne/Marxistes-léninistes, tous fondés dans le courant des années 1960,. La Chine influence divers groupes maoïstes en Asie, en Afrique, en Amérique latine et dans une moindre mesure en Europe ; aucun effort n'est cependant fait pour créer une internationale maoïste et les créations de partis relèvent souvent d'initiatives individuelles. Un militant d'origine indienne, Hardial Bains, participe ainsi au Canada à la fondation du Parti communiste du Canada (marxiste-léniniste) : dans les années qui suivent, il entreprend de susciter, à travers le monde, la création de groupes marxistes-léninistes anti-révisionnistes, dont la plupart restent cependant confinés à une activité groupusculaire. 

Emblème du Parti marxiste-léniniste d'Allemagne.

L'anti-révisionnisme fait également partie de la rhétorique de la république populaire d'Albanie dirigée par Enver Hoxha : dernier régime communiste d'Europe de l'Est à conserver ouvertement des références staliniennes, l'Albanie rompt elle-même avec l'URSS et s'aligne sur la Chine dans les années 1960. Le marxisme-léninisme dogmatique d'Enver Hoxha - parfois surnommé « hoxhaïsme » - effectue volontiers des emprunts au maoïsme : Hoxha souhaite notamment émuler le radicalisme de la révolution culturelle en déstabilisant la bureaucratie via des interventions de militants censés incarner le contrôle des « masses populaires » sur la société. L'Albanie communiste se distingue par ailleurs en rendant l'athéisme obligatoire et en interdisant toute pratique religieuse.
Après la mort de Mao et l'abandon par la Chine de la stricte obédience maoïste, l'Albanie rompt avec son alliée à la fin des années 1970 et fait le choix de l'isolement, conservant une ligne « anti-révisionniste » jusqu'à la chute des régimes communistes en Europe. D'anciens groupes maoïstes, qui refusent l'évolution de la Chine, constituent au moment de la rupture sino-albanaise un courant « pro-albanais ». Cette tendance existe toujours depuis la fin du régime communiste albanais en 1991 ; elle se réunit sur le plan international au sein de la Conférence internationale des partis et organisations marxistes-léninistes (Unité et lutte) ; d'autres groupes préfèrent continuer à se référer au maoïsme de stricte obédience plutôt qu'à l'Albanie et, pour une partie d'entre eux, se réunissent dans une autre internationale au nom presque identique, la Conférence internationale des partis et organisations marxistes-léninistes (correspondance de presse internationale). La rébellion naxalite est toujours en cours en Inde. Le Parti communiste unifié du Népal (maoïste) est le seul parti maoïste à être parvenu au pouvoir, en 2008, dans le contexte particulier de la transition électorale qui a suivi la guerre civile népalaise. L'instabilité de la vie politique népalaise a cependant limité la portée de l'expérience gouvernementale des maoïstes népalais, qui ont dû quitter le pouvoir dès 2009 : ils l'ont à nouveau détenu de 2011 à 2013, puis ont été renvoyés dans l'opposition lors de leur défaite électorale de novembre 2013. Divers partis continuent, à travers le monde, de se réclamer d'une ligne « anti-révisionniste », à l'image du Parti marxiste-léniniste italien ou du Parti marxiste-léniniste d'Allemagne. Certains maoïstes radicaux de stricte obébience se regroupent, depuis 1984, au sein du Mouvement révolutionnaire internationaliste, qui réunit des mouvements comme le Parti communiste révolutionnaire, États-Unis de Bob Avakian, ou le Sentier lumineux péruvien fondé par Abimael Guzmán ; cette internationale n'est cependant jamais sortie de la marginalité politique.